# Esperanto (magazin)
Az Esperanto (kiejtése: eszperantó) folyóirat az eszperantó mozgalom, valamint az Eszperantó Világszövetség hivatalos nyomtatott kiadványa (orgánuma). 1905 óta jelenik meg, megszakítások 1914/15 és 1941 / 42-46 / 47. számok. Főszerkesztők 2017 áprilisától: Dima Sevcsenko és Anna Striganova Oroszország.

## Története
Az újságot Paul Berthelot francia eszperantista alapította 1905 júniusában. Két év küzdelem után 1907-ben átadta Hector Hodlernek, aki 1920-ig tulajdonosa és szerkesztője volt. Ezután 1910-ig 48x34 cm-es formátumban jelent meg, 1909-ben még 60 cm magas és 44 cm széles is volt, a "lepedő" időszak, példányok: 4-6. 1911 óta a formátum 32x23 cm lett. 1914-ig az újság havonta kétszer, szinte óramű pontossággal jelent meg. 
1908-ban megalapították az Eszperantó Világszövetséget. A kiadást az első világháború megállította. Néhány hónapos szünet után azonban a magazin 1915-ben újra megjelent. Hodler újságcikkekben többek között a háborúval és az államok közötti szervezetlen együttműködés problémáira hivatkozott. Hodler 1920 áprilisában halt meg, a magazint az Eszperantó Világszövetség örökölte meg, némi pénzösszeggel az esetleges hiányok fedezésére. Edmond Privat lett az új szerkesztő, Hans Jakob volt a műszaki szerkesztő (még a háború előtt). Az 1934-es stockholmi Eszperantó Világkongresszus után Robert Kreuz igazgató vette át a szerkesztést. 
1936 és 1947 között az eszperantó mozgalom fő egyesülete a Nemzetközi Eszperantó Liga volt, az Esperanto Internacia újsággal. Ez idő alatt az úgynevezett genfi Eszperantó Világszövetség kiadott egy Esperanto  című folyóiratot, amely azonban a második világháború alatt nagyrészt szünetelt: Csak 1941 március-április, 1941 július-szeptember, 1942 január-március, 1942 április-június hónapokban jelentek meg az újságok. A kiadás kéthavonta 1946 január-februárjával folytatódott. Az utolsó 1946 november-december volt.
1947 májusa óta az eszperantó folyóirat ismét a mozgalom fő orgánuma. Mérete az 1950-es évek során fokozatosan kb. A4-es formátumra nőtt. 1962 és 2002 között a szerkesztést az Eszperantó Világszövetség Központi Hivatalában végezték.

## Profilja
Kezdetben a magazin (vagy újság, ahogy anno mondták) egyszerre volt reklám és fórum is az eszperantó mozgalomról, valamint beszámoló a világ politikai és különösen társadalmi fejlődéseiről. Ezt az utolsó kérdést Hodler halála után Edmond Privat folytatta. Problémákat okozott egy bizonyos témáról az előfizetőknek vagy tagoknak eltérő véleményük. Például 1932-ben Privat beszámolt Brit Indiáról, és erőteljesen bírálta a brit gyarmati kormányt, a Brit Eszperantó Szövetség tiltakozását kiváltva. A következő időben eltűntek a külvilágról szóló jelentések, például az 1956. július – augusztusi kiadás nem tartalmazott semmit a külpolitikáról. Az egyetlen kivétel (az eszperantó irodalom mellett) a kongresszus országairól szóló jelentések voltak.
Az esperanto magazin harmadik nagy területe az irodalom volt, még jóval a második világháború után is. Például az 1956. júliusi-augusztusi számában húsz oldalból öt tartalmazott irodalmi szövegeket.
A jelenlegi esperanto magazin információs pontként működik, de vitafórumként is használja az Eszperantó Világszövetség, de általában az eszperantó mozgalomban résztvevőknek is. Fontos, állandó rovat a "Laste aparis", az újonnan megjelent eszperantóval kapcsolatos könyvekről. Általában márciusban a magazin beszámol a tagsági statisztikákról, a júniusi szám tartalmazza az igazgatóság jelentését. Hasonlóképpen, bizonyos kérdésekben az Eszperantó Világkongresszusról is jelennek meg beszámolók, a legfontosabb hírek a kongresszusi jelentés szeptemberi számában jelennek meg. A kongresszus (és a nyári szünidő) miatt július-augusztusban csak egy szám jelenik meg, így egy évben csak 11 szám érhető el. Az Afrika ragyog rovatban különféle szerzők cikkei találhatók az afrikai eseményekről, amelyek az eszperantóhoz kapcsolódnak, vagy sem.

## Fordítás
- Ez a szócikk részben vagy egészben  az   Esperanto (revuo) című eszperantó Wikipédia-szócikk ezen változatának fordításán alapul.  Az eredeti cikk szerkesztőit annak laptörténete sorolja fel. Ez a jelzés csupán a megfogalmazás eredetét és a szerzői jogokat jelzi, nem szolgál a cikkben szereplő információk forrásmegjelöléseként.